# Brittany Daniel
Brittany Ann Daniel (Gainesville, 17 marzo 1976) è un'attrice statunitense, sorella gemella dell'attrice Cynthia Daniel.

## Carriera
All'età di 11 anni, Brittany Daniel e sua sorella Cynthia cominciano a lavorare come modelle e ad apparire in diverse pubblicità. Negli anni ottanta compaiono entrambe nella sitcom The New Leave It to Beaver. Dopo le scuole superiori le due ragazze diventano le protagoniste della serie televisiva Sweet Valley High in cui interpretano il ruolo delle due gemelle Jessica ed Elizabeth Wakefield. Durante il periodo di Sweet Valley High le due debuttano in un ruolo cinematografico in Ritorno dal nulla con Leonardo DiCaprio.
Terminato Sweet Valley High, Brittany Daniel continua a recitare in varie serie televisive, fra cui Dawson's Creek. Dal 2006 ha lavorato con i fratelli Damon e Shawn e Keenen Ivory Wayans (al quale è stata legata sentimentalmente dal 2007 al 2014), con i quali ha recitato nei film White Chicks e Quel nano infame.
Nel 2017 ha sposato Adam Touni e il 24 ottobre 2021 è diventata mamma della sua prima figlia, Hope, dopo che la sorella Cynthia le ha donato un ovulo.

## Filmografia parziale

### Cinema
- Ritorno dal nulla (The Basketball Diaries), regia di Scott Kalvert (1995)
- Le avventure di Joe Dirt (Joe Dirt), regia di Dennie Gordon (2001)
- Vacanze di sangue, regia di Jay Chandrasekhar (2004)
- White Chicks, regia di Keenen Ivory Wayans (2004)
- Dirty - Affari sporchi, regia di Chris Fisher (2005)
- Rampage: The Hillside Strangler Murders , regia di Chris Fisher (2006)
- The Hamiltons , regia di Mitchell Altieri&Phil Flores (2006)
- Quel nano infame (Little Man), regia di Keenen Ivory Wayans (2006)
- The Hamiltons, regia di Mitchell Altieri e Phill Flores (2006)
- Loveless in Los Angeles, regia di Archie Gips (2007)
- Skyline, regia dei fratelli Strause (2010)
- Joe Dirt 2 - Sfigati si nasce (Joe Dirt 2: Beautiful Loser), regia di Fred Wolf (2015)
- Un'altra scatenata dozzina (Cheaper by the Dozen), regia di Gail Lerner (2022)

### Televisione
- Swans Crossing – serie TV, 54 episodi (1992)
- Sweet Valley High – serie TV, 88 episodi (1994-1997)
- Dawson's Creek – serie TV, 4 episodi (1999)
- That '70s Show – serie TV, episodio 4x14 (2002)
- Just Shoot Me! – serie TV, episodio 7x16 (2003)
- C'è sempre il sole a Philadelphia (It's Always Sunny in Philadelphia) – serie TV, 4 episodi (2005-2010)

## Doppiatrici italiane
- Eleonora De Angelis in Le avventure di Joe Dirt, Un'altra scatenata dozzina
- Claudia Razzi in White Chicks, Quel nano infame
- Francesca Guadagno in Sweet Valley High
- Laura Latini in Dawson's Creek
- Maura Marenghi in The Hamiltons
- Raffaella Castelli in Skyline